# Quinto Emilio Leto
Quinto Emilio Leto (in latino Quintus Aemilius Laetus; Thaenae, ... – Roma, 193) è stato un militare romano, prefetto del pretorio nel periodo 191-193, sotto Commodo, Pertinace e Didio Giuliano.

## Biografia

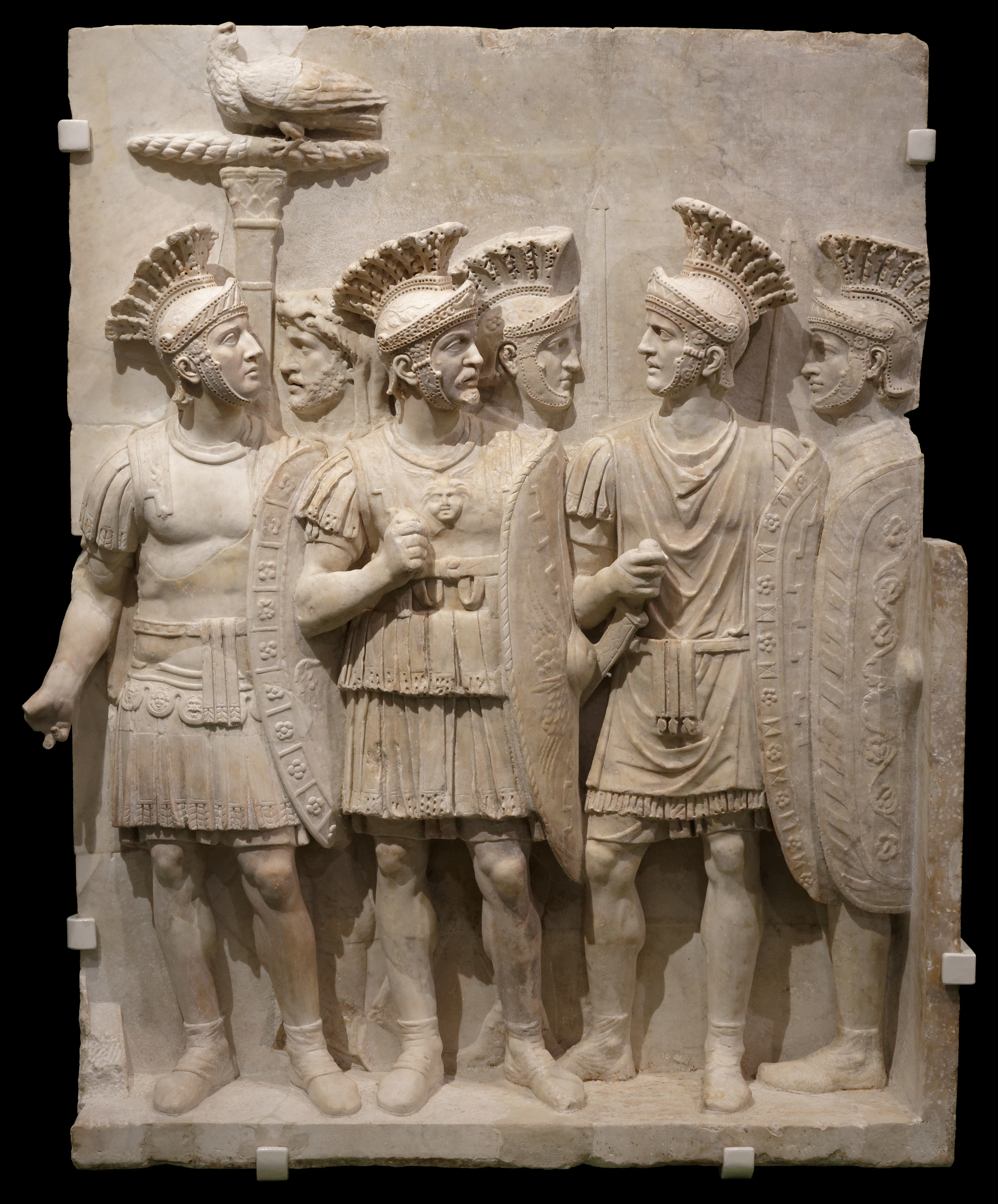
Rilievo dei Pretoriani (Louvre LL 398)

Non si sa molto sulla vita di Quinto Emilio Leto prima del 191. Nacque a Thaenae, in Africa. Il suo nomen suggerisce che i suoi antenati abbiano ricevuto la cittadinanza romana dal triumviro Marco Emilio Lepido (dopo il 43 a.C.). Fu nominato dall'imperatore Commodo prefetto del pretorio nel 191, dopo la morte dei suoi predecessori Regillo e Giulio Giuliano. Quinto Emilio Leto ebbe un ruolo di primo piano nell'uccisione di Commodo il 31 dicembre 192, nel conferimento dell'impero a Elvio Pertinace  e nell'assassinio di Pertinace il 28 marzo 193. 
Dopo la morte di Pertinace, fu nominato imperatore il ricco senatore milanese Didio Giuliano il quale riuscì a vincere la concorrenza di Sulpiciano, il suocero di Pertinace, promettendo a ciascuno dei pretoriani, i soldati comandati da Leto, 25.000 sesterzi. Didio Giuliano non riuscì tuttavia a ottenere il comando in tutto il territorio dell'impero, perché sorsero tre oppositori militari: Settimio Severo, Pescennio Nigro e Clodio Albino. Mentre Settimio Severo marciava su Roma, «Giuliano, sospettando in Leto un partigiano di Severo, nonostante fosse stato Leto a salvarlo dalle mani di Commodo, dimenticata ogni gratitudine per un tale servigio, lo fece mettere a morte. Ordinò inoltre che Marcia venisse uccisa assieme a lui».